# María Esther Duckse
María Esther Duckse (1901 - 1981) fue una actriz uruguaya que trabajó intensamente en el teatro de Argentina y, en forma esporádica, en el cine.

## Trayectoria profesional
Integró con su esposo Agustín Barrios una compañía teatral que realizó giras por las provincias argentinas representando comedias populares.
En cine debutó en 1936 en los filmes El conventillo de la Paloma y Compañeros,Culpable (1960) dirigida por Hugo del Carril y La terraza de Leopoldo Torre Nilsson. junto a Francisco Petrone con el que tenía amistad creó en 1958 el Teatro ARENA, una carpa inflada de proyectos, levantada en el barrio de Once en ese escenario Duckse actuó en Las de Barranco el teatro tendría corta vida siendo cerrado en 1959 por problemas presupuestarios y falta de público.

## Filmografía
Intervino en los siguientes filmes:
Actriz
- Cuando los hombres hablan de mujeres    (1967)
- ¡Al diablo con este cura!    (1967)
- Sacrificio de una madre    (1964) .... La Gorda
- La terraza    (1963) .... Abuela
- Culpable    (1960)
- Lo que le pasó a Reynoso (1955)
- Bárbara atómica    (1952)
- Cita en la frontera    (1940)
- El susto que Pérez se llevó    (1940)
- Murió el sargento Laprida    (1939) ...Emeteria
- Lo que le pasó a Reynoso (1937) .... Soña Hilaria
- El conventillo de la Paloma    (1936)
- Compañeros    (1936)

## Teatro
- El gato sobre el tejado de zinc caliente (1953), con la Compañía de Francisco Petrone.